# وسام أسد هولندا
وسام أسد هولندا (بالهولندية: De Orde van de Nederlandse Leeuw)‏ (بالفرنسية: L'Ordre du Lion Néerlandais)‏ هو وسام الفروسية الهولندي الذي أنشئه الملك فيلم الأول ملك هولندا في 29 سبتمبر 1815.

## وصلات خارجية
- Order of the Netherlands Lion - Official website (Dutch)
- Law instituting the Order of the Netherlands Lion - wetten.overheid.nl (Dutch)
- Regulations of the Order of the Netherlands Lion and the Order of Orange-Nassau - wetten.overheid.nl (Dutch)